# Задорожная, Любовь Васильевна
Любовь Васильевна Задорожная (укр. Любов Василівна Задорожна; род. 3 ноября 1942) — советская велогонщица. Заслуженный мастер спорта СССР (1975).

## Биография
В течение 15 лет входила в состав сборной команды СССР. Выступая в её составе она становилась двукратной серебряным призёром чемпионатов мира по велоспорту на шоссе (1967, 1972 г.г.), двукратной бронзовым призёром чемпионатов мира по велоспорту на треке (1963, 1972 г.г.)
15-кратная чемпионка СССР, победительница III и IV Спартакиады народов СССР, капитан национальной сборной команды по велосипедному спорту на шоссе (1968—1973 гг.), рекордсменка мира, СССР, Украины.
За спортивные достижения ей присвоено звание «Заслуженный мастер спорта СССР». Л. В. Задорожная награждена Почетной грамотой Президиума Верховной Рады Украины.
Тренер высшей категории, работает директором СДЮШОР по теннису ХО ФСО «Украина».